# Vitas Gerulaitis
Vytautas Kevin Gerulaitis, detto Vitas (Brooklyn, 26 luglio 1954 – Southampton, 17 settembre 1994), è stato un tennista statunitense.
Vinse gli Australian Open nel 1977, sconfiggendo in finale l'inglese John Lloyd.

## Biografia
Nato nel distretto newyorkese di Brooklyn da una coppia di tennisti lituani, emigrati in America in cerca di fortuna, crebbe nel quartiere di Howard Beach, nel distretto newyorkese del Queens. Iniziò a giocare a tennis con il padre, un ex numero 1 del suo paese.
Iniziò la sua carriera professionistica nel 1974 dopo che nel 1972 era salito ai vertici della classifica juniores statunitense.
Giocatore dotato di un carattere estroverso e brillante e di un serve & volley spettacolare, ma fragile, aveva un fisico esile, che però gli consentiva di essere molto agile e mobile in campo. Il colpo più brillante era l'ottimo e solido rovescio, che compensava il fragile diritto. Gerulaitis risultò un ottimo stratega, adatto a tutte le superfici. Presidiò la top ten per buona parte degli anni '70 e nei primi anni '80, ma rimase sempre un passo indietro rispetto ai grandi campioni della sua epoca Jimmy Connors, John McEnroe e Björn Borg.
Proprio al giocatore svedese sono legati due episodi della vita agonistica di Vitas Gerulaitis: la spettacolare semifinale di Wimbledon 1977, persa contro lo svedese in 5 set, e la famosa frase che pronunciò nel 1983 alla notizia del ritiro dalle competizioni di Borg, dal quale aveva perduto 16 volte su 16: "deve ancora nascere chi sia in grado di battere Gerulaitis 17 volte di seguito", citando e ironizzando sulla sua identica dichiarazione, pronunciata dopo aver battuto Jimmy Connors, ponendo fine a una striscia di 16 sconfitte consecutive contro l'americano. Resta famosa la sua mania di cambiare il grip del manico della racchetta a ogni cambio di campo.
Vinse 25 tornei e disputò 56 finali; il primo successo risale al 1974 a Vienna e l'ultimo è del 1984 a Treviso. Nel 1977 e 1979 vinse gli Internazionali d'Italia. Per quanto riguarda i tornei del Grande Slam, nel 1975 vinse il doppio a Wimbledon, nel 1977 vinse il singolare agli Australian Open, nel 1979 all'Us Open e nel 1980 al Roland Garros raggiunse la finale.
Ritiratosi dall'attività, nel 1989 partecipò al Roland Garros in doppio con l'amico Jimmy Connors. I due vennero sconfitti al primo turno in tre set, ma diedero vita a siparietti esilaranti durante l'incontro presentandosi in campo con le stampelle per scherzare sulla loro vecchiaia agonistica.
Vitas Gerulaitis morì nel sonno nel 1994 a soli 40 anni, asfissiato dal monossido di carbonio emesso da una caldaia difettosa, situata al di sotto della dépendance dove si trovava.

## Finali nei tornei del Grande Slam

### Vittorie (1)
| Numero | Data             | Torneo          | Superficie | Avversario in finale | Punteggio               |
| 1.     | 31 dicembre 1977 | Australian Open | Erba       | John Lloyd           | 6–3, 7–6, 5–7, 3–6, 6–2 |

### Finali perse (2)
| Numero | Data             | Torneo        | Superficie  | Avversario in finale | Punteggio     |
| 1.     | 9 settembre 1979 | U.S. Open     | Cemento     | John McEnroe         | 5–7, 3–6, 3–6 |
| 2.     | 8 giugno 1980    | Roland Garros | Terra rossa | Björn Borg           | 4–6, 1–6, 2–6 |

## Titoli

### Singolo (26)
| Legenda                                          |
| Grande Slam (1)                                  |
| Tennis Masters Cup WCT (1)                       |
| Grand Prix Super Series / ATP Masters Series (3) |
| ATP Grand Prix (21)                              |

| No. | Anno | Torneo                                          | Superficie    | Avversario        | Punteggio                  |
| 1.  | 1974 | Vienna Open, Vienna                             | Cemento (i)   | Andrew Pattison   | 6–4, 3–6, 6–3, 6–2         |
| 2.  | 1975 | NY Championships, New York                      | Indoor        | Jimmy Connors     | ritiro                     |
| 3.  | 1975 | St. Louis WCT, Saint Louis                      | Terra rossa   | Roscoe Tanner     | 2–6, 6–2, 6–3              |
| 4.  | 1977 | Ocean City Open, Ocean City                     | Cemento       | Robert Lutz       | 3–6, 6–1, 6–2              |
| 5.  | 1977 | Internazionali d'Italia, Roma (1)               | Terra rossa   | Antonio Zugarelli | 2–6, 7–6(5), 6–2, 7–6(1)   |
| 6.  | 1977 | South Pacific Tennis Classic, Brisbane          | Erba          | Tony Roche        | 6–7, 6–1, 6–1, 7–5         |
| 7.  | 1977 | Western Australian Open, Perth                  | Cemento       | Geoff Masters     | 6–3, 6–4, 6–2              |
| 8.  | 1977 | Australian Open, Melbourne                      | Erba          | John Lloyd        | 6–3, 7–6, 5–7, 3–6, 6–2    |
| 9.  | 1978 | Richmond WCT, Richmond                          | Sintetico     | John Newcombe     | 6–3, 6–4                   |
| 10. | 1978 | WCT Finals, Dallas                              | Sintetico     | Eddie Dibbs       | 6–3, 6–2, 6–1              |
| 11. | 1978 | WCT Invitational, Forest Hills (1)              | Terra verde   | Ilie Năstase      | 6–2, 6–0                   |
| 12. | 1979 | Little Rock Open, Little Rock                   | Sintetico (i) | Butch Walts       | 6-2 6-2                    |
| 13. | 1979 | Internazionali d'Italia, Roma (2)               | Terra rossa   | Guillermo Vilas   | 6–7, 7–6, 6–7, 6–4, 6–2    |
| 14. | 1979 | Austrian Open, Kitzbühel                        | Terra rossa   | Pavel Složil      | 6–2, 6–2, 6–4              |
| 15. | 1979 | Sydney Indoor, Sydney                           | Cemento (i)   | Guillermo Vilas   | 4–6, 6–3, 6–1, 7–6         |
| 16. | 1980 | WCT Invitational, Forest Hills (2)              | Terra verde   | John McEnroe      | 2–6, 6–2, 6–0              |
| 17. | 1980 | Stuttgart Open, Stoccarda                       | Terra rossa   | Wojciech Fibak    | 6–2, 7–5, 6–2              |
| 18. | 1980 | Melbourne Indoor, Melbourne (1)                 | Sintetico     | Peter McNamara    | 7–5, 6–3                   |
| 19. | 1981 | SA Tennis Open, Johannesburg (1)                | Cemento       | Jeff Borowiak     | 6–4, 7–6, 6–1              |
| 20. | 1982 | Brussels Indoor, Bruxelles                      | Cemento (i)   | Mats Wilander     | 4–6, 7–6, 6–2              |
| 21. | 1982 | ATP Firenze, Firenze                            | Terra rossa   | Stefan Simonsson  | 4–6, 6–3, 6–1              |
| 22. | 1982 | Canada Masters, Toronto                         | Cemento       | Ivan Lendl        | 4–6, 6–1, 6–3              |
| 23. | 1982 | Melbourne Indoor, Melbourne (2)                 | Sintetico     | Eliot Teltscher   | 2–6, 6–2, 6–2              |
| 24. | 1982 | SA Tennis Open, Johannesburg (2)                | Cemento       | Guillermo Vilas   | 7–6, 6–2, 4–6, 7–6         |
| 25. | 1983 | Swiss Indoors, Basilea                          | Cemento (i)   | Wojciech Fibak    | 4–6, 6–1, 7–5, 5–5, ritiro |
| 26. | 1984 | Torneo Internazionale Città di Treviso, Treviso | Sintetico     | Tarik Benhabiles  | 6–1, 6–1                   |